# 秘密への招待状
『秘密への招待状』（ひみつへのしょうたいじょう、After the Wedding）は2019年のアメリカ合衆国のドラマ映画。監督はバート・フレインドリッチ、主演はジュリアン・ムーアとミシェル・ウィリアムズが務めた。本作は2006年に公開されたデンマーク映画『アフター・ウェディング』をリメイクした作品であるが、本作では主人公の性別が男性から女性に変更されている。

## ストーリー
イザベル・アンダーセンはインドで孤児院を運営していた。そんなある日、イザベルは大口の寄付を検討しているという経営者、テレサ・ヤングに会うべくニューヨークへと飛び立った。日々の仕事に忙しいイザベルはニューヨーク行きに乗り気でなかったが、テレサが「直接説明を聞いてから寄付したい」と強く主張したため、やむなくそうせざるを得なくなった。しかも、現地に着いたイザベルは半ば強要される形でテレサの娘、グレイスの結婚式に出席させられる羽目になった。
困惑と苛立ちを覚えるイザベルだったが、式場で思わぬ人物と再会することになった。その人物とは元恋人のオスカーであった。オスカーはイザベルと破局した後、テレサと結婚していたのである。イザベルは「嫌がらせのために呼びつけたのか」と問い質したが、テレサはシラを切るばかりであった。実のところ、テレサの真意は別のところにあった。

## キャスト
- テレサ・ヤング: ジュリアン・ムーア - 裕福な起業家の女性。
- イザベル・アンダーセン: ミシェル・ウィリアムズ - インドで孤児院を運営している女性。
- オスカー・カールソン: ビリー・クラダップ - テレサの夫。イザベルの元恋人。芸術家。
- グレイス・カールソン: アビー・クイン（英語版） - オスカーの娘。
- フランク: ウィル・チェイス - グレイスの結婚パーティでイザベルと同席した中年男。
- ジョナサン: アレックス・エソラ - グレイスの婚約者。テレサの会社の社員。
- グウェン: スーザン・ブラックウェル - テレサの秘書。
- ターニャ: エイサ・デイヴィス
- オットー: アジー・ロバートソン

## 製作
2018年2月7日、ジュリアン・ムーアが本作に出演すると報じられた。15日、ダイアン・クルーガーの出演が決まった。4月、クルーガーが降板することになり、代役としてミシェル・ウィリアムズが起用された。5月、ビリー・クラダップとアビー・クインがキャスト入りした。6月、本作の主要撮影がニューヨークで行われた。12月4日、マイケル・ダナが本作で使用される楽曲を手がけるとの報道があった。2019年8月9日、本作のサウンドトラックが発売された。

## 公開・興行収入
2019年1月24日、本作はサンダンス映画祭でプレミア上映された。5月14日、ソニー・ピクチャーズ・クラシックスが本作の全米配給権を獲得したと報じられた。6月6日、本作のオフィシャル・トレイラーが公開された。8月9日、本作は全米5館で限定公開され、公開初週末に5万264ドル（1館あたり1万52ドル）を稼ぎだし、週末興行収入ランキング初登場38位となった。

## 評価
本作に対する批評家の評価は平凡なものに留まっている。映画批評集積サイトのRotten Tomatoesには154件のレビューがあり、批評家支持率は45%、平均点は10点満点で5.8点となっている。サイト側による批評家の見解の要約は「見事な原作と素晴らしいキャストが揃ったにも拘らず、『秘密への招待状』はどうにもパッとしない作品に仕上がってしまった。」となっている。また、Metacriticには33件のレビューがあり、加重平均値は50/100となっている。